# 小玉竹
小玉竹（学名：Polygonatum humile）为百合科黄精属的植物。分布在朝鲜、日本、西伯利亚、远东地区以及中国大陆的黑龙江、河北、山西、吉林、辽宁等地，生长于海拔800米至2,200米的地区，一般生于林下或山坡草地，目前尚未由人工引种栽培。